# Thubten Ngödrub
Thubten Ngödrub (Pagri (Yatung), 13 juli 1957) is sinds 1987 het veertiende Tibetaans staatsorakel en viceminister van de Tibetaanse regering in ballingschap.

## Levensloop
Ngodrub vluchtte met zijn ouders op tweejarige leeftijd na de opstand in Tibet van 1959 uit Pagri naar India. Zijn ouders waren werkzaam in de wegenbouw. In 1969 kwam hij naar Dharamsala, naar de Indiase vestiging van het Tibetaanse klooster Nechung en in 1971 werd hij monnik.
Al op jonge leeftijd viel hij in trance. Na de dood van het dertiende orakel, Lobsang Jigme, in 1984 werd Ngodrub op 4 september 1987 tot veertiende staatsorakel benoemd. Hij woont tegenover het klooster Nechung in Dharamsala.
Françoise Bottereau (co-)regisseerde twee documentaires over Ngodrub en was coauteur van de autobiografie van Ngodrub.

## Autobiografie
- (fr) Nechung, l'oracle du dalaï-lama, autobiografie met Françoise Bottereau-Gardey en Laurent Deshayes, Presses de la Renaissance, Parijs 2009, ISBN 978-2-7509-0487-6

- Bibliothèque nationale de France: cb160702229 (data)
- Catàleg d'autoritats de noms i títols de Catalunya: 981058513099206706
- Gemeinsame Normdatei: 140940375
- International Standard Name Identifier: 0000 0000 7780 2344
- Library of Congress Control Number: no2016058485
- Virtual International Authority File: 90740733
- WorldCat: E39PBJfGVxFMVGr64F3hby8t8C